# Taiwah
Tiawah és una concentració de població designada pel cens dels Estats Units a l'estat d'Oklahoma. Segons el cens del 2000 tenia 166 habitants.

## Demografia
Segons el cens del 2000, Tiawah tenia 166 habitants, 57 habitatges, i 49 famílies. La densitat de població era de 15,6 habitants per km².
Dels 57 habitatges en un 35,1% hi vivien nens de menys de 18 anys, en un 75,4% hi vivien parelles casades, en un 8,8% dones solteres, i en un 14% no eren unitats familiars. En el 10,5% dels habitatges hi vivien persones soles l'1,8% de les quals corresponia a persones de 65 anys o més que vivien soles. El nombre mitjà de persones vivint en cada habitatge era de 2,91 i el nombre mitjà de persones que vivien en cada família era de 3,16.
Per edats la població es repartia de la següent manera: un 27,7% tenia menys de 18 anys, un 6% entre 18 i 24, un 27,7% entre 25 i 44, un 33,1% de 45 a 60 i un 5,4% 65 anys o més.
L'edat mediana era de 38 anys. Per cada 100 dones de 18 o més anys hi havia 106,9 homes.
La renda mediana per habitatge era de 30.625 $ i la renda mediana per família de 31.094 $. Els homes tenien una renda mediana de 29.167 $ mentre que les dones 15.536 $. La renda per capita de la població era de 14.673 $. Entorn del 22% de les famílies i el 20,5% de la població estaven per davall del llindar de pobresa.

## Poblacions més properes
El següent diagrama mostra les poblacions més properes.